# نساء ضد العنف
جمعية نساء ضد العنف هي جمعية نسوية تأسست في الناصرة عام 1992، من قبل مجموعة من النساء العربيات الناشطات، بهدف مناهضة العنف بحق المرأه العربية في اسرائيل، وهي أكبر جمعية نسوية في المجتمع الفلسطيني في الداخل. حيث تركز الجمعية عملها على صعيدي مناهضة العنف وحماية النساء، وهي الجمعية الأولى التي نجحت بإقامة ملاجئ خاصة للنساء المعنفات واطفالهن، ومركز خدمة اتصالات لمتوجهات معتدى عليهن جنسيًا، ومن جهة ثانية تعمل على برامج التثقيف والعمل الاهلي وتسعى لتحصيل حقوق المرأة بشكل عام ورفع مكانتها في المجتمع، القطاع الخاص والعام، حيث تعمل من اجل دمج النساء العربيات في سوق العمل والاكاديميا، ورفع الوعي لحقوق المرأة بشكل عام وحقوق المرأة العربية بشكل خاص.
من مؤسسات الجمعية عضو الكنيست عايدة توما سليمان التي ادارت الجمعية لأكثر من عشرين عامًا، وخلفتها في المنصب العاملة الاجتماعية نائلة عواد.

## الرؤيا
تصبو جمعية نساء ضد العنف إلى إحداث تغيير مجتمعي وصولاًً إلى مجتمع ديمقراطي يقوم على العدالة الاجتماعية، يحفظ لأفراده، لا سيما للمرأة، الحق في حياة كريمة وبمساواة وتكافؤ فرص - بحيث يكون لكل راغب وراغبة كامل الفرص في تحقيق الذات والطموحات؛ وترى الجمعية أن تسهم بقسطها المتواضع في خلق مناخ ينتفي فيه العنف الموجه ضد المرأة ويختفي في ظله شروط قمع المرأة واضطهادها.

## الأهداف
- تنظيم وتفعيل المجتمع بجميع مركباته، خاصة النساء للعمل من أجل تحقيق المساواة التامة للنساء العربيات الفلسطينيات في إسرائيل، في جميع مجالات الحياة.
- نشر وتعميق فكر الجمعية النسوي الشمولي لدى مختلف شرائح المجتمع.
- تعزيز مشاركة وتمثيل النساء بمساواة في مواقع صنع القرار والقيادة المجتمعية.
- إزالة جميع العوائق المجتمعية والمؤسساتية من أجل ضمان حق النساء في العمل وتوفير فرص وشروط عمل متساوية لهن.
- الكشف والقضاء على كافة أشكال العنف ضد النساء وتوفير الدعم والخدمات المهنية لجمهور النساء المعنفات. حيث ننطلق في عمل الجمعية من الأفكار والمبادئ الإنسانية المتنورة فيما يتعلق بالمرأة وحقوقها، بما في ذلك المواثيق والمرجعيات الدولية